# Virslīga 1933
In 1933 werd het zevende voetbalseizoen gespeeld van de Letse Virslīga. Olimpija Liepāja werd kampioen.

## Eindstand
| Plaats | Club             | Wed. | W  | G | V  | Saldo | Ptn. |
| ------ | ---------------- | ---- | -- | - | -- | ----- | ---- |
| 1.     | Olimpija Liepāja | 14   | 10 | 2 | 2  | 37-17 | 22   |
| 2.     | RFK              | 14   | 9  | 2 | 3  | 38-21 | 20   |
| 3.     | ASK              | 14   | 8  | 1 | 5  | 32-17 | 17   |
| 4.     | RigaWanderer     | 14   | 8  | 1 | 5  | 23-20 | 17   |
| 5.     | JKS              | 14   | 5  | 1 | 8  | 21-23 | 11   |
| 6.     | Union            | 14   | 4  | 3 | 7  | 24-33 | 11   |
| 7.     | Hakoah Riga      | 14   | 3  | 1 | 10 | 17-31 | 7    |
| 8.     | Amatieris        | 14   | 3  | 1 | 10 | 16-46 | 7    |

|  | Kampioen   |
|  | Degradatie |

## Kampioen
| Virslīga 1933                        |
| Letland                              |
| ------------------------------------ |
| OLIMPIJA LIEPĀJA Kampioen (4° titel) |